# Armin Laschet
Armin Laschet (Aquisgrana, 18 febbraio 1961) è un politico tedesco.
Dal 27 giugno 2017 è Ministro presidente della Renania Settentrionale-Vestfalia, mentre dal 16 gennaio 2021 fino al 17 dicembre dello stesso anno è stato presidente dell'Unione Cristiano-Democratica di Germania (CDU) in qualità di successore della dimissionaria Annegret Kramp-Karrenbauer. È stato anche uno dei cinque vice presidenti della CDU, capo del partito nella Renania Settentrionale-Vestfalia ed europarlamentare dal 1999 al 2005.

## Biografia
Laschet è cresciuto con tre fratelli minori in una famiglia cattolica della classe media nel distretto di Burtscheid, ad Aquisgrana. Il padre, Heinrich (Heinz) Laschet (nato nel 1934), lavorava come supervisore nella miniera Anna di Alsdorf e dopo una formazione pedagogica è diventato direttore di una scuola elementare ad Aquisgrana. La madre, Marcella Frings (1933-2013), era casalinga. La famiglia Laschet proviene dalla Vallonia; suo nonno, Hubert Laschet (1899-1984), si trasferì da Hergenrath, in Belgio, ad Aquisgrana. Da adolescente, Laschet frequentava l'opera giovanile cattolica di San Michele a Burtscheid. Dopo il diploma di scuola superiore nel 1981 presso il Ginnasio Episcopale Pio ad Aquisgrana, ha studiato legge e scienze politiche a Monaco e Bonn terminando nel 1987. 
Dal 1987 al 1988 Laschet ha svolto un tirocinio giornalistico e fino al 1994 è stato giornalista freelance per emittenti televisive e radiofoniche bavaresi, nonché consulente scientifico dell'allora presidente del Bundestag tedesco, Rita Süssmuth. Dal 1991 al 1994 è stato redattore capo del giornale ecclesiastico della diocesi di Aquisgrana e tra il 1995 e il 1999 direttore editoriale della casa editrice cattolica Einhard.

### Attività politica
Dopo le elezioni nazionali del 1994, Laschet divenne membro del Bundestag tedesco. Ha fatto parte della commissione per la cooperazione e lo sviluppo economico e della commissione per gli affari dell'Unione europea.
Nel 1999 è eletto al Parlamento europeo, dove ha fatto parte della commissione per i bilanci tra il 1999 e il 2001 e della commissione per gli affari esteri tra il 2002 e il 2005. In quest'ultima veste, è stato relatore del Parlamento sulle relazioni tra l'UE e le Nazioni Unite. 

#### Ministro presidente della Renania Settentrionale-Vestfalia
Dal 2005 al 2010 Laschet è stato nella Renania settentrionale-Vestfalia, sotto il ministro-presidente Jürgen Rüttgers, ministro di Stato per la famiglia, le donne e l'integrazione e dal 2010 ministro di Stato per gli affari federali, l'Europa e i media. Sempre nel 2010, si è candidato senza successo contro Norbert Röttgen per la carica di presidente della CDU nello stato. Quando Röttgen si dimise da quell'incarico nel 2012, Laschet fu eletto suo successore. Il 4 dicembre 2012 è stato eletto come uno dei cinque vice presidenti del partito nazionale CDU, al fianco di Volker Bouffier, Julia Klöckner, Thomas Strobl e Ursula von der Leyen.
Laschet è deputato di stato nel Landtag del Nord Reno-Westfalia e presiede anche il capitolo statale della CDU (Landesverband). Dal 2014 al 2016 è stato membro della Commissione per la riforma costituzionale della Renania settentrionale-Vestfalia, guidata da Rainer Bovermann. 
Nei negoziati per la formazione di una Grande Coalizione dei Cristiano-Democratici (CDU insieme alla CSU bavarese) e dei Socialdemocratici (SPD) a seguito delle elezioni federali del 2013, Laschet ha fatto parte della delegazione CDU/CSU nel gruppo di lavoro sulla politica energetica, guidato da Peter Altmaier e Hannelore Kraft.
Nel novembre 2015 Laschet ha visitato il campo profughi di Zaatari in Giordania per saperne di più sulla difficile situazione dei siriani in fuga dalle violenze nella guerra civile siriana in corso scoppiata nel 2011. Tra marzo 2015 e gennaio 2016, ha presieduto la Robert Bosch Expert Commission to Consider a Realignment of Refugee Policy, un gruppo di esperti convocato dalla Robert Bosch Stiftung. 
Nel novembre 2016 è stato eletto candidato di spicco per le elezioni statali del Nord Reno-Westfalia nel maggio 2017. È stato delegato della CDU alla Convenzione Federale allo scopo di eleggere il Presidente della Germania nel 2017.

#### Presidente della CDU e candidato alla Cancelleria tedesca
Il 16 gennaio 2021 Laschet è eletto presidente della CDU, con il 52,8% dei voti contro Friedrich Merz.
Il 20 aprile 2021 è scelto come candidato alla Cancelleria per la CDU-CSU alle elezioni di settembre, inizio del dopo Merkel. Ha ottenuto, dopo una riunione di sei ore, la maggioranza della direzione cristiano-democratica (a favore 31 dei 46 membri, 6 astenuti, 9 al premier bavarese e concorrente Markus Söder).
In seguito al risultato negativo delle elezioni, il 7 ottobre 2021 annuncia le sue dimissioni che saranno effettive non appena verrà nominato il successore. Il 17 dicembre cessa dal suo incarico dopo l'elezione a Presidente di Friedrich Merz.

## Vita privata
È sposato dal 1985 con Susanne Malangré, conosciuta quando erano entrambi ancora adolescenti in un coro di bambini cattolici guidato dal padre di Susanne, il dirigente d'affari Heinrich Malangré. La coppia ha due figli e una figlia. La famiglia risiede nel distretto Burtscheid di Aquisgrana. Sua moglie appartiene a un'importante famiglia di Aquisgrana di origine vallone francofona ed è la nipote del politico della CDU e sindaco di Aquisgrana Kurt Malangré; la famiglia Malangré si trasferì da Haine-Saint-Pierre in Belgio a Stolberg per avviare un'attività di produzione del vetro nella seconda metà del XIX secolo. Suo figlio Johannes Laschet è un blogger e modello, che consiglia il padre in materia di moda.